# Edwin Chiloba
Edwin Kiprotich Kiptoo (6 de febrero de 1997–enero de 2023), más conocido como Edwin Chiloba, fue un diseñador de moda, modelo y activista LGBTQ keniata.

## Primeros años y educación
Chiloba nació en el pequeño pueblo de Sergoit en el condado de Elgeyo-Marakwet, Kenia. A muy temprana edad perdió a su madre y luego quedó huérfano cuando su padre murió mientras él cursaba la escuela secundaria. Durante su infancia practicó fervientemente el catolicismo, y se unió a los Jóvenes Estudiantes Cristianos en la escuela primaria Sergoit. Después de pasar sus años de formación viviendo con distintos miembros de su familia, finalmente se inscribió en el programa educativo del Campus Oeste de la Universidad Moi para obtener su título universitario. En 2019, se mudó a Eldoret desde Nairobi para estudiar moda.

## Carrera en la moda y activismo LGBTQ+
Durante su tercer año de estudios en el Campus Oeste de la Universidad Moi, Chiloba comenzó a perseguir activamente una carrera profesional en el mundo de la moda, diseñando ropa y asistiendo a sesiones de fotos y concursos, a pesar de la desaprobación de los miembros de su familia. Esto tuvo un impacto negativo en carrera de Edwin, ya que algunas personas creían que estaba siendo «influenciado por Satanás». Chiloba abandonó sus estudios y se mudó a Nairobi, donde buscó convertirse en diseñador de moda. Fue entonces cuando conoció a través de Facebook a Peter y Donna Pfaltzgraff, una pareja de misioneros que viven y trabajan en Kenia. Con el apoyo de los Pfaltzgraff, se mudó a Eldoret desde Nairobi en 2019 para estudiar un curso de Diseño de Moda en la Universidad de Eldoret..
Fue nominado al premio Pulse Fashion Influencer del año en 2021.
Además de la moda, Chiloba fue defensor de los derechos LGBTQ+. En diciembre de 2022, publicó en su página de Instagram que «iba a luchar por todas las personas marginadas», afirmando que él también había sufrido la discriminación.

## Muerte
El 6 de enero de 2023, Chiloba fue hallado muerto en un baúl de metal al borde de la carretera cerca de Eldoret, en el condado de Uasin Gishu. La policía fue alertada por un conductor de mototaxi que informó haber visto como una caja era arrojada desde un automóvil sin matrícula. El cuerpo fue descrito como «vestido de mujer» y fue transportado al Hospital Docente y de Referencia de Moi para establecer el motivo de la muerte. Chiloba fue reportado como desaparecido, ya que fue visto por última vez el día de año nuevo, cuando regresaba a casa con amigos temprano por la mañana. La policía cree que ese es el día en que mataron a Chiloba, ya que los vecinos informaron haber escuchado "conmoción y gritos que disminuyeron al poco tiempo".
Peter Kimulwo, jefe de investigaciones criminales del condado de Uasin Gishu, anunció que Jackton Odhiambo, un fotógrafo de 24 años que fue descrito como un «viejo amigo» de Chiloba y que lo había estado visitando desde Nairobi, había sido arrestado en relación con la muerte de Chiloba.  El 8 de enero se anunció que tres personas más habían sido detenidas en relación con el asesinato.
Se ha descrito que grupos de defensa de los derechos humanos especulan que el asesinato de Chiloba estuvo relacionado con su sexualidad, pero hasta el momento no se ha determinado ningún motivo oficialmente.
Chiloba fue enterrado el 17 de enero en la aldea de Sergoit, condado de Elgeyo Marakwet.